# 森宜人
森 宜人（もり たかひと、1977年 - ）は、日本の西洋史学者。専門は近現代ドイツ社会経済史。一橋大学大学院経済学研究科教授。社会経済史学会賞及び、政治経済学・経済史学会賞、日本ドイツ学会奨励賞受賞。

## 経歴
京都府京田辺市出身。洛南高等学校を経て、一橋大学社会学部に進む。2000年に卒業し、2002年に同大学大学院社会学研究科総合社会科学専攻修士課程を修了。2005年には同博士後期課程修了、博士（社会学）の学位を取得。在学中は阿部謹也学長の個人ゼミで指導を受け、大学3年から大学院にかけては阿部学長の勧めで土肥恒之ゼミに所属。また大学院では藤田幸一郎ゼミにも所属した。
日本学術振興会特別研究員、ユストゥス・リービッヒ大学ギーセン歴史学研究所近代史第1部門客員研究員をへて、帰国後は一橋大学大学院社会学研究科助手となる。関東学院大学経済学部准教授を経て、2012年から一橋大学大学院経済学研究科経済史・地域経済専攻准教授。2016年社会経済史学会幹事。2017年東京大学大学院人文社会系研究科西洋史学研究室非常勤講師。2021年教授に昇格。2022年ハンブルク大学現代史研究所客員研究員。

## 研究内容・業績
専門は近現代ドイツ社会経済史、近現代ドイツ都市史。

## 受賞・栄典
- 2006年：論文「ヴァイマル期ドイツにおけるにおける都市の電化プロセス―フランクフルト・アム・マインを事例として」により第2回社会経済史学会賞受賞。
- 2010年：著書『ドイツ近代都市社会経済史』により第5回政治経済学・経済史学会賞受賞[6]。
- 2023年：著書『失業を埋めもどす : ドイツ社会都市・社会国家の模索』 により2022年度日本ドイツ学会奨励賞受賞[7]。

## 著書
- 『ドイツ近代都市社会経済史』日本経済評論社 2009年
- "Elektrifizierung als Urbanisierungsprozess: Frankfurt am Main 1886-1933 (Beiträge zur hessischen Wirtschaftsgeschichte, Bd. 9)"Hessisches Wirtschaftsarchiv 2014年
- 『地域と歴史学―その担い手と実践―』（石井健と共編著）晃洋書房 2017年
- 『二〇世紀の都市ガバナンス : イギリス・ドイツ・日本』（馬場哲, 高嶋修一と共編著）晃洋書房 2019年
- 『アフター・コレラのハンブルク : エピデミックによる失業の発見と公共職業紹介所の展開』一橋大学社会科学古典資料センター 2021年
- 『失業を埋めもどす : ドイツ社会都市・社会国家の模索』名古屋大学出版会 2022年
- "The Making of the 20th Century City: Towards a Transnational Urban History of Japan and Europe Rainer Liedtke" Takahito Mori, Katja Schmidtpott （共編者）Franz Steiner Verlag 2023年

### 編集
- 『福田徳三著作集第10巻　社会政策と階級闘争』（西沢保と共編）信山社 2015年
- 『福田徳三著作集第18巻　経済危機と経済恢復』信山社 2022年

### 翻訳
- ヴォルフガング・バウワー著『植民都市・青島1914-1931 : 日・独・中政治経済の結節点』（柳沢のどかと共訳）昭和堂 2007年
- カール・ビュッヒャー著『現在と過去の大都市』一橋大学社会科学古典資料センター 2017年

### 監訳
- カール・ランプレヒト著『中世におけるドイツの経済生活 : 結語』一橋大学社会科学古典資料センター 2015年